# Godfried van Brabant
Godfried van Brabant, ook wel Godevaart van Brabant genoemd (Brussel, ? - Kortrijk, 11 juli 1302), Heer van Vierzon (1277-1302), Heer van Aarschot (1284-1302), was de derde zoon van Hendrik III van Brabant en Aleidis van Bourgondië.

## Leven
Godfried trouwde in 1277 met Jeanne Isabelle van Vierzon, waardoor hij iure uxoris ("bij rechte van zijn echtgenote") Heer van Vierzon werd. Hij zou zowel politiek als militair zijn broer Jan I van Brabant, die na het aftreden van hun oudste broer Hendrik IV van Brabant hertog werd, bijstaan.
Reeds in 1280 en 1281 liet hij zich Graaf of Heer van Aarschot noemen, wat in 1283 tot een schikking met Jan, Heer van La Rivière, leidde over de aanspraken van beide heren in het Land van Aarschot. Godfried zou op 29 oktober 1284 uiteindelijk door zijn broer Jan I van Brabant officieel Aarschot als apanage krijgen.
Hij vocht in 1288 samen met zijn broer mee in de slag bij Woeringen, waarbij hij graaf Reinoud I van Gelre wist gevangen te nemen. In 1292 bemiddelde hij een vrede tussen Frankrijk en de Graaf van Vlaanderen.
Na de dood van zijn broer zou hij voor zijn  neef Jan II van Brabant de opstanden die toen opdoken de kop indrukken. In 1296 bemiddelde hij ook voor Brabant met de aartsbisschop van Keulen, Siegfried van Westerburg.
Hij ontving op 9 augustus 1299 van Paus Bonifatius VIII dispensatie voor zijn verloving met Elizabeth (Isabella) van Gelre, dochter van Reinoud I van Gelre.
In 1302, toen Vlaanderen in opstand kwam tegen koning Filips IV van Frankrijk, sloten Godfried en zijn enige zoon zich aan bij het Franse leger in de Guldensporenslag. Beiden werden gedood, samen met verscheidene andere ridders uit Brabant. Zijn goederen werden onder zijn vier getrouwde dochters verdeeld.

## Huwelijk en kinderen
Hij had bij Jeanne Isabelle, dame van Vierzon (- 1296), één zoon en zes dochters:
- Jan van Brabant (1281–1302), gesneuveld in de Guldensporenslag,[2] getrouwd met Maria van Mortagne.[11]
- Maria van Brabant (-1332), getrouwd met Walram van Gulik (-1297),[12] en vervolgens Robert van Beaumont.[13]
- Alix van Brabant (-1315), in 1302 getrouwd met Jan III van Harcourt (-1329).[14]
- Elisabeth (-1350), getrouwd met Gerard V van Gulik (-1328).[15]
- Blanche (-1329), getrouwd met Jan Berthout (fr), Heer van Mechelen (-ca. 1304),[11] en in 1307 getrouwd met  Jan I van Thouars (-1332).
- Marguerite, non in de benedictijnerabdij Saint Nicolas van Longchamps bij Parijs, gestorven na 1318[16]
- Jeanne, non in de benedictijnerabdij Saint Nicolas van Longchamps bij Parijs, gestorven na 1318[16]

## Voorouders
| Voorouders van Godfried van Brabant | Voorouders van Godfried van Brabant                                              | Voorouders van Godfried van Brabant                                              | Voorouders van Godfried van Brabant                                              | Voorouders van Godfried van Brabant                                              | Voorouders van Godfried van Brabant                                              | Voorouders van Godfried van Brabant                                              | Voorouders van Godfried van Brabant                                                     | Voorouders van Godfried van Brabant                                                     |
| ----------------------------------- | -------------------------------------------------------------------------------- | -------------------------------------------------------------------------------- | -------------------------------------------------------------------------------- | -------------------------------------------------------------------------------- | -------------------------------------------------------------------------------- | -------------------------------------------------------------------------------- | --------------------------------------------------------------------------------------- | --------------------------------------------------------------------------------------- |
| Overgrootouders                     | Hendrik I van Brabant (1160-1235) ∞ Mathilde van Boulogne (±1161–1210)           | Hendrik I van Brabant (1160-1235) ∞ Mathilde van Boulogne (±1161–1210)           | Filips van Zwaben (1177-1208) ∞ 1197 Irena Angela (1177-1180)                    | Filips van Zwaben (1177-1208) ∞ 1197 Irena Angela (1177-1180)                    | Odo III van Bourgondië (1166-1218) ∞ 1299 Adelheid van Vergy (1182–1252)         | Odo III van Bourgondië (1166-1218) ∞ 1299 Adelheid van Vergy (1182–1252)         | Robert III van Dreux (1185-1234) ∞.1210 Eleonora van Saint-Valery-sur-Somme (1192-1250) | Robert III van Dreux (1185-1234) ∞.1210 Eleonora van Saint-Valery-sur-Somme (1192-1250) |
| Grootouders                         | Hendrik II van Brabant (1207-1248) ∞ Maria van Zwaben (1201-1235)                | Hendrik II van Brabant (1207-1248) ∞ Maria van Zwaben (1201-1235)                | Hendrik II van Brabant (1207-1248) ∞ Maria van Zwaben (1201-1235)                | Hendrik II van Brabant (1207-1248) ∞ Maria van Zwaben (1201-1235)                | Hugo IV van Bourgondië (1212-1272) ∞ 1229 Yolande van Dreux (1212-1248)          | Hugo IV van Bourgondië (1212-1272) ∞ 1229 Yolande van Dreux (1212-1248)          | Hugo IV van Bourgondië (1212-1272) ∞ 1229 Yolande van Dreux (1212-1248)                 | Hugo IV van Bourgondië (1212-1272) ∞ 1229 Yolande van Dreux (1212-1248)                 |
| Ouders                              | Hendrik III van Brabant (1231-1261) ∞ +/-1251 Aleidis van Bourgondië (1233-1273) | Hendrik III van Brabant (1231-1261) ∞ +/-1251 Aleidis van Bourgondië (1233-1273) | Hendrik III van Brabant (1231-1261) ∞ +/-1251 Aleidis van Bourgondië (1233-1273) | Hendrik III van Brabant (1231-1261) ∞ +/-1251 Aleidis van Bourgondië (1233-1273) | Hendrik III van Brabant (1231-1261) ∞ +/-1251 Aleidis van Bourgondië (1233-1273) | Hendrik III van Brabant (1231-1261) ∞ +/-1251 Aleidis van Bourgondië (1233-1273) | Hendrik III van Brabant (1231-1261) ∞ +/-1251 Aleidis van Bourgondië (1233-1273)        | Hendrik III van Brabant (1231-1261) ∞ +/-1251 Aleidis van Bourgondië (1233-1273)        |
| Godfried van Brabant (-1302)        |                                                                                  |                                                                                  |                                                                                  |                                                                                  |                                                                                  |                                                                                  |                                                                                         |                                                                                         |